# Săuca
Săuca es una comuna ubicada en el distrito de Satu Mare, Rumania.

## Superficie
Posee una superficie de 52,70 kilómetros cuadrados.

## Demografía
Hasta 2021 la población era de 1477 habitantes, con una densidad de población de 28,03 habitantes por kilómetro cuadrado.